# Ciliosporella selenospora
Ciliosporella selenospora är en svampart som beskrevs av Petr. 1927. Ciliosporella selenospora ingår i släktet Ciliosporella, divisionen sporsäcksvampar och riket svampar.   Inga underarter finns listade i Catalogue of Life.